# Virginia Steen-McIntyre
Virginia (Ginger) Steen-McIntyre, née le 3 décembre 1936 à Chicago, est une géologue américaine.

## Biographie
Après avoir obtenu son diplôme de l'Amundsen High School (1955), elle a étudié la philosophie, les sciences, la géologie et les sciences du sol à l'Augustana College, Rock Island, Illinois (AB, 1959), à la Washington State University (MS en géologie, 1965) et à l'Université de Idaho. Elle est membre de la Geological Society of America, de l'Association internationale pour la recherche sur le Quaternaire (INQUA) et de l'Association américaine pour la recherche sur le Quaternaire. À Washington, elle a étudié avec David H. McIntyre (géologue du Geological Survey ; † 15 décembre 2012), qu'elle a épousé en 1967.
En tant qu'étudiante, en 1966, elle a été financée par le Geological Survey, parrainé par la National Science Foundation, avec une équipe (dont Harold E. Malde (1923–2007)) au site archéologique Hueyatlaco près de Valsequillo, au sud de la ville mexicaine de Puebla , où Cynthia Irwin-Williams (1936–1990) a dirigé les fouilles depuis 1962. Elle a utilisé les dernières méthodes pour la détermination de l'âge des outils, et est arrivée à un âge d'environ 250 000 ans - ce qui contredit le consensus scientifique selon lequel les Amériques ont été colonisées pour la première fois il y a 25 000 ans. À partir d'avril 2002, elle est en contact avec Charles Repenning.

## Publications
- A Manual For Tephrochronology, Collection, Preparation, Petrographic Description and Approximate Dating of Tephra; 1977
- mit Payson D Sheets: Research of the protoclassic project in the Zapotitan basin, El Salvador : a preliminary report of the 1978 season
- mit anderen: Archeology and Volcanism in Central America: The Zapotitán Valley of El Salvador
- mit Roald Fryxell; Harold E Malde: Geologic evidence for age of deposits at Hueyatlaco archeological site, Vasequillo, Mexico; 1981 (PDF-Datei; abgerufen 8. Juli 2016)

## Source de traduction
- (de) Cet article est partiellement ou en totalité issu de l’article de Wikipédia en allemand intitulé « Virginia Steen-McIntyre » (voir la liste des auteurs).